# Tim Conway
Toma Daniel "Tim" Conway, ameriški komik in igralec, * 15. december 1933, Willoughby, Ohio, ZDA, † 14. maj 2019, Los Angeles, Kalifornija, ZDA.
1. 1 2  data.bnf.fr: platforma za odprte podatke — 2011.